# Walter Moser (Verwaltungsbeamter)
Walter Moser (geboren 11. März 1906 in Braunschweig; gestorben 1975) war ein deutscher Jurist und Verwaltungsbeamter.

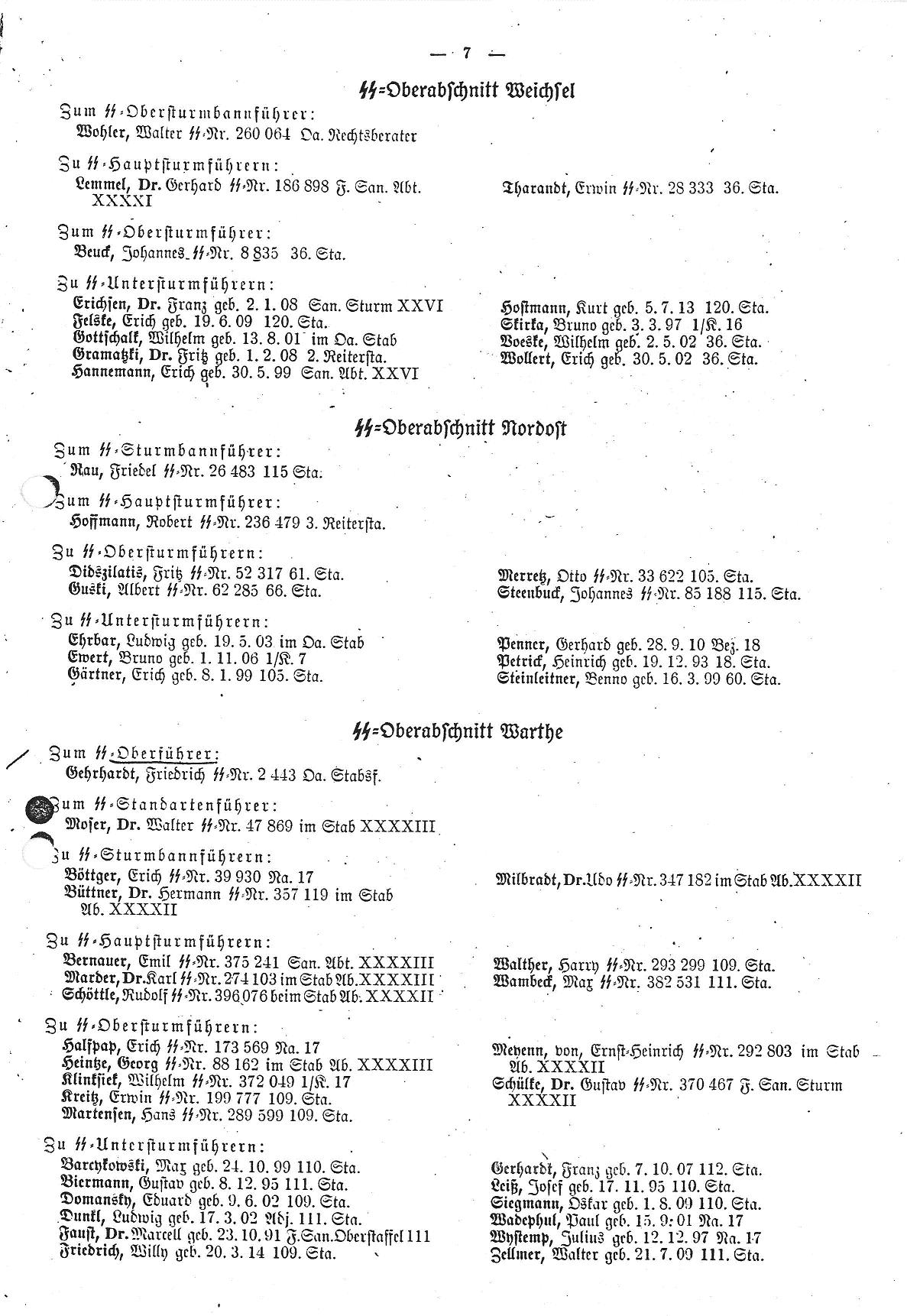
Beförderung zum SS-Standartenführer an Hitlers Geburtstag 1942 im SS-Verordnungsblatt

## Leben
Walter Moser studierte Rechtswissenschaften und wurde 1931 in Göttingen promoviert. Moser trat zum 1. Februar 1932 der NSDAP (Mitgliedsnummer 879.282) und im selben Jahr der SS bei (SS-Nummer 47.869). Nach dem Zweiten Staatsexamen wurde er 1933 Leiter der Stapostelle in Braunschweig und 1934 Kommunaldezernent im Innenministerium des Freistaates Braunschweig.
Nach der deutschen Eroberung Polens wurde Moser im annektierten Warthegau Leiter der Treuhandnebenstelle und vertrat den Regierungspräsidenten Friedrich Uebelhoer des Regierungsbezirks Kalisch (Litzmannstadt) bei der Einrichtung des Ghettos Litzmannstadt. Wegen Korruption wurde Moser 1943 zur Waffen-SS versetzt, 1942 hatte er den Rang eines SS-Standartenführers (Oberst).
Nach Kriegsende arbeitete Moser als Syndikus in Braunschweig. Über seine Entnazifizierung ist nichts bekannt.

## Dissertation
- Die Rechtsstellung des Reichspostministers. Braunschweig, 1931. Dissertation Göttingen